# NGC 5931
NGC 5931 ist eine 14,0 mag helle Linsenförmige Galaxie vom Hubble-Typ S0 im Sternbild Schlange. 
Sie wurde am 19. April 1887 von Lewis A. Swift entdeckt.
NGC 5931 ist auf Grund der Positionsangabe und der Beschreibung nicht mit IC 1122 identisch.